# Histoire de Trinité-et-Tobago

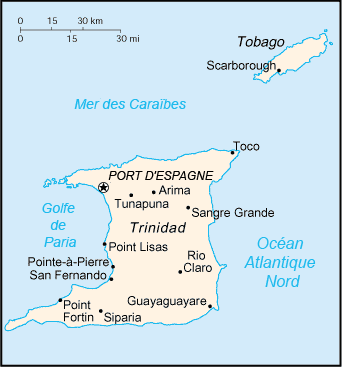
Trinité-et-Tobago

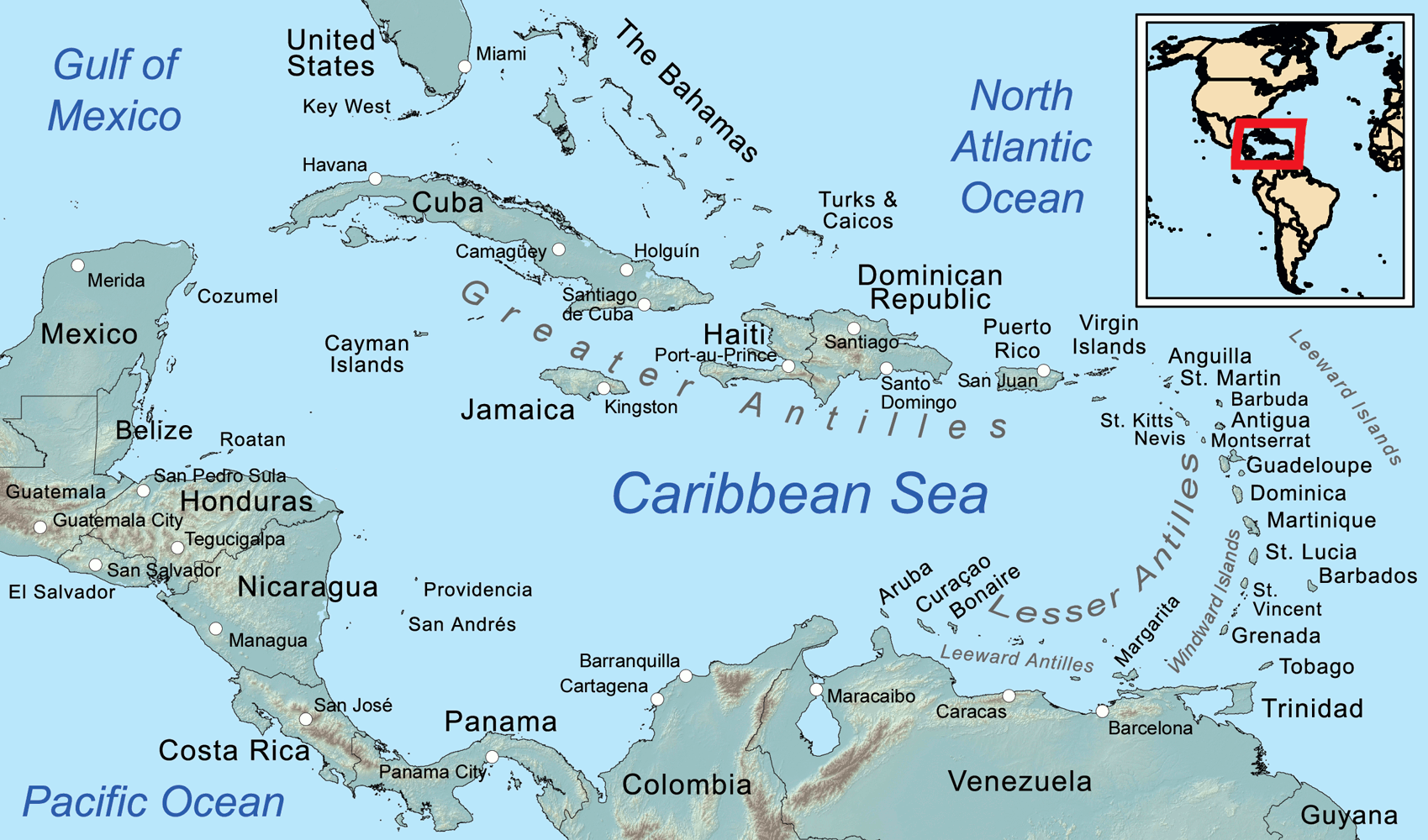
Espace caraïbe

L’histoire de Trinité-et-Tobago commence avec l’établissement d'Amérindiens, sans doute en provenance du delta de l'Orénoque. 
Les deux îles sont repérées, visitées ou explorées par Christophe Colomb lors de son troisième voyage en 1498.
Le pays est peuplé en 2024 d'environ 1,4 million de Trinidadiens (pour 450 000 en 1937 et un million en 1975), parlant principalement anglais et/ou créole trinidadien et/ou créole tobagonien et/ou espagnol vénézuélien.

## Avant 1500: populations Arawak et Karib
Sept cents ans avant l'arrivée de Christophe Colomb à la Trinité, l’île est peuplée par les peuples Kalinago (Caraïbes/Karib) ou Arawaks. 
Au moment de la colonisation par le royaume de Castille, la population est estimée à 40 000 Amérindiens. Pour cette population, l’île de la Trinité sert de transit entre l’Amérique du Sud et les Caraïbes.

## Période coloniale (1500-1962)
En 1498, lors de son troisième voyage, Christophe Colomb débarque sur l’île, qu'il baptise Trinidad (Trinité). 

### Trinidad: colonie espagnole (1500-1797)
En 1532, le royaume de Castille s’empare de Trinidad : débute alors la période de la colonisation castillane.
Contrairement à Tobago, les Français ne conquirent jamais Trinidad, mais un peuplement ponctuel (1783-1797), cadré par une "cédule de population", fut organisé par la couronne espagnole, encourageant les planteurs venus des Antilles françaises à s’installer avec leurs esclaves d’origine africaine. Ceci établit de façon assez durable une culture franco-créole à Trinidad, implantant une variété créole à base lexicale française, appelé "patwa". Ce phénomène va faire dire à Eric Eustace Williams, historien trinidadien et Premier ministre de son pays de 1962 à 1981 : « L’Espagne règne, mais la France gouverne. »
Les recensements ou estimations de l'époque donnent une population de 2 500 en 1775 et d'environ 8 000 en 1784.
Pour 1775 : 401 Blancs, 608 Noirs libres, 217 Noirs esclaves, 1277 Indiens.
Pour 1784 : 719 Blancs, 1398 Noirs libres, 2287 Noirs esclaves, 1495 Indiens.

### Tobago: la valse des colonisateurs
Tobago change de mains une trentaine de fois en deux siècles: Lettons (Duché de Courlande), Suédois, Hollandais, Français, Anglais… 
Le duché de Courlande établit ainsi une colonie sur l'île de Tobago de 1654 à 1659 puis, par intermittence, de 1660 à 1689. Les Français conquièrent Tobago pendant la guerre de Hollande (1672-1678). Le traité de Nimègue en 1678, entérine la possession de Tobago pour le roi Louis XIV.

### Colonie britannique (1797-1962)
En 1797, Trinidad est conquise par l’Angleterre, à laquelle elle est officiellement rattachée en 1802 par la Paix d'Amiens.  Tobago, conquise par l’Angleterre en 1814, fait partie de la Windward Islands Colony (la colonie des îles-du-Vent) jusqu’en 1899, où elle est rattachée à la Trinidad pour former une seule colonie, afin de lui apporter une plus grande stabilité financière. 
Le cacao criollo, introduit par les Castillans en 1525, est décimé en 1727 par des épidémies (Phytophthora) amenant les planteurs des peuples originaires, dont c'était la seule exportation, à créer en 1757 un mélange avec l'autre variété, plus robuste, le forastero, pour créer le cacao trinitario. 
Cette innovation est soutenue en 1783 par l'arrivée d'immigrants français créoles, alors que l'île est encore très peu peuplée : seulement 2 813 habitants dont 2 082 sont des Amérindiens, soit une proportion de trois quarts, connue dans aucune autre île de la Caraïbe. 
Mais dès 1789, les Amérindiens ne représentent plus que 11 % de la population.
Forte de sa réussite, la culture du cacao trinitario est introduite au Sri Lanka en 1834 et en 1880. 
Sa culture s'étend ensuite à Singapour, aux îles Fiji et Samoa, en Tanzanie, à Madagascar et à Java.

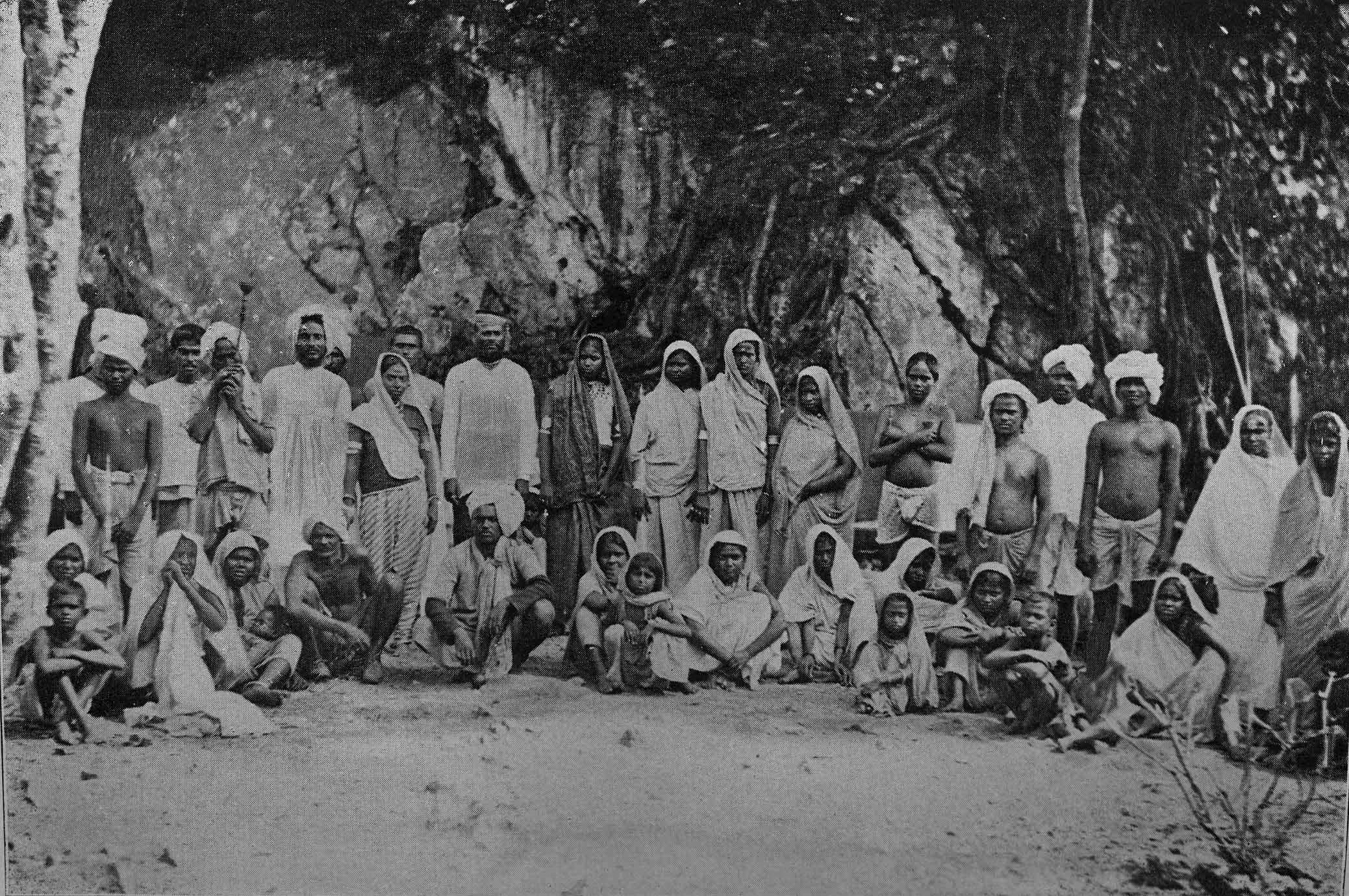
Familles indiennes venues à Trinité dans le cadre de l'engagisme, 1897.

Dès 1830, Trinité-et-Tobago en est le troisième producteur au monde après le Venezuela et l'Équateur. 
La pénurie de main d'œuvre sur les plantations est compensée entre 1838 et 1917, par l'arrivée de 500 000 Indiens engagés dans la Caraïbe dont une partie à Trinité-et-Tobago. 
Entre 1866 et 1870, sous l'administration du gouverneur Gordoen, l'île décide d'attribuer les « terres de la Couronne » à des petits planteurs, le plus souvent des personnes issues de l'esclavage, et les forêts de la plaine centrale deviennent des cacaoyères. 
Près de 7 000 des 11 000 esclaves ont en effet quitté les plantations de leurs anciens maîtres.
Trinité-et-Tobago connaît dans la foulée un « âge d'or du cacao » entre 1870 et 1930, année où sa production est de 30 000 tonnes, puis une chute, face à la montée en puissance des pays africains.

## État indépendant (1962-présent)
En 1962, Trinité-et-Tobago devient un État indépendant : loi sur l'indépendance de Trinité-et-Tobago. 
Le début des années 1970 marque pour cette île une période de grave crise économique et sociale. 
Le choc pétrolier de 1973 engendre une hausse rapide des revenus pétroliers du pays. 
Au début de l’année 1975, le taux de chômage atteint 17 % et celui de l’inflation 23 %.
En 1976, le pays devient une république au sein du Commonwealth.
Les deux premiers présidents sont Ellis Clarke (1976-1987) et Noor Mohammed Hassanali 1987-1997.
En juillet 1990, le groupe islamique Jamaat al Muslimeen tente un coup d'État.
Dans les années 1990, l’île vit un essor économique grâce aux revenus du pétrole.

### Galerie de responsables politiques depuis 2000

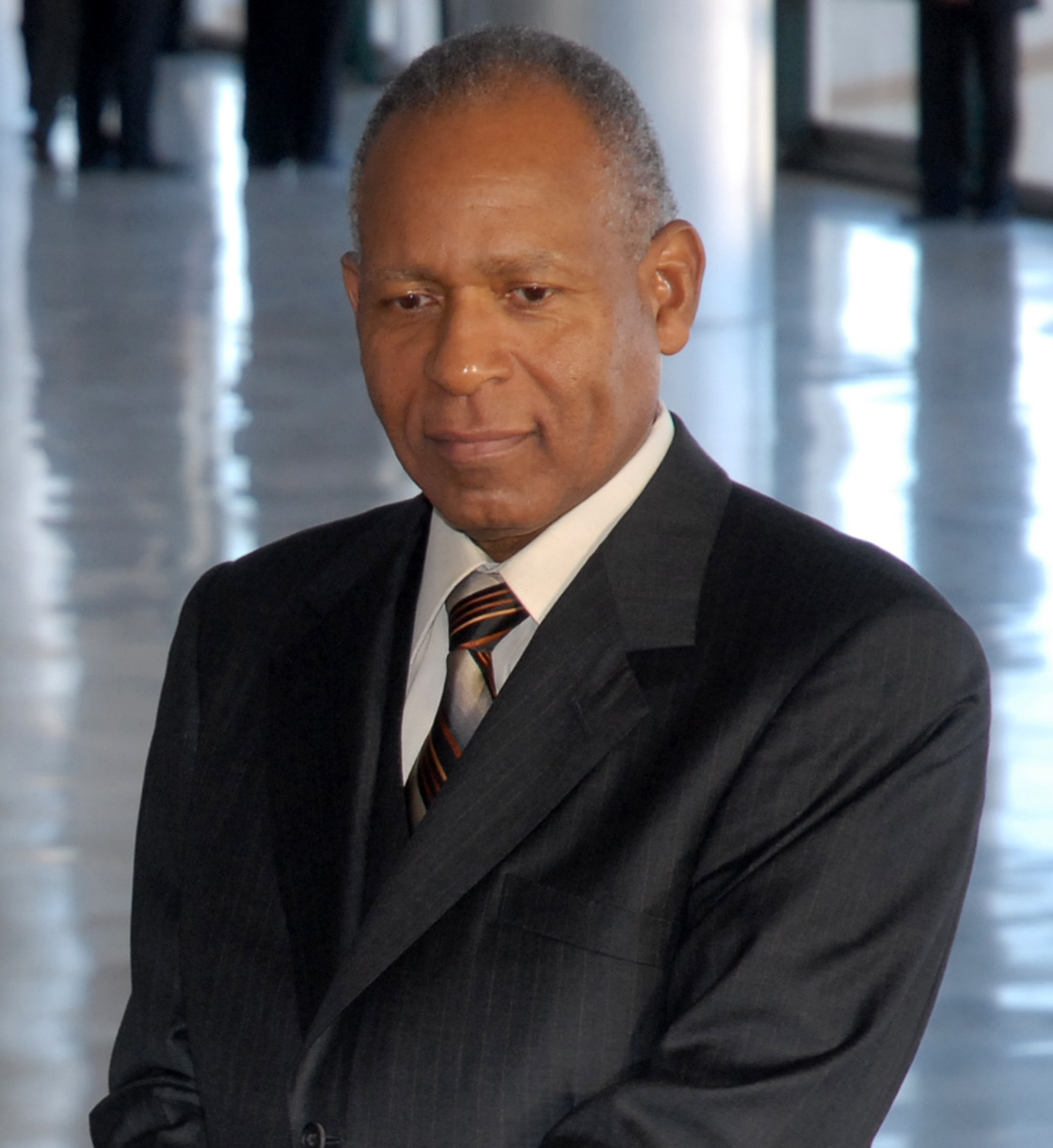
Patrick Manning 2001-2010
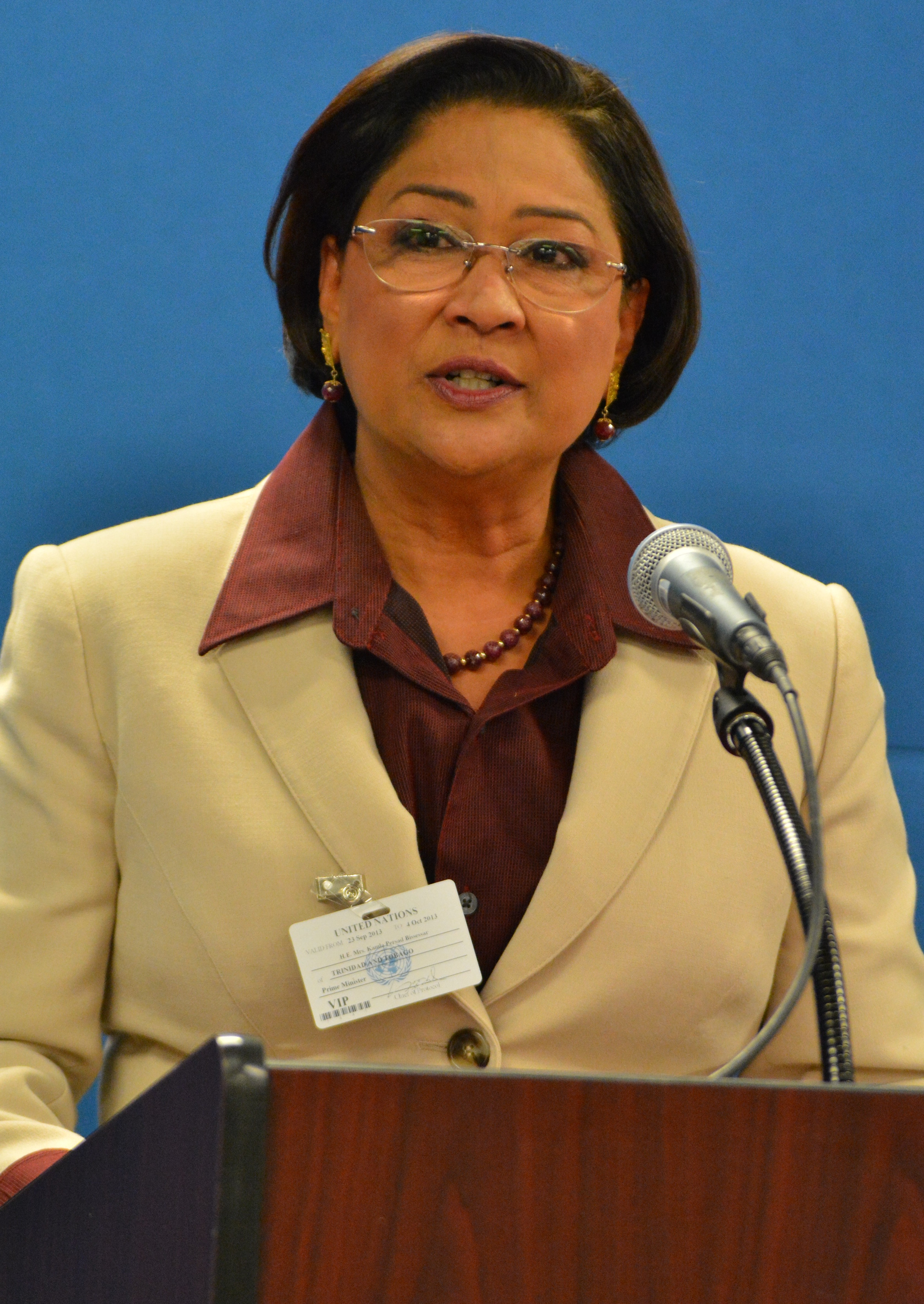
Kamla Persad-Bissessar 2010-2015
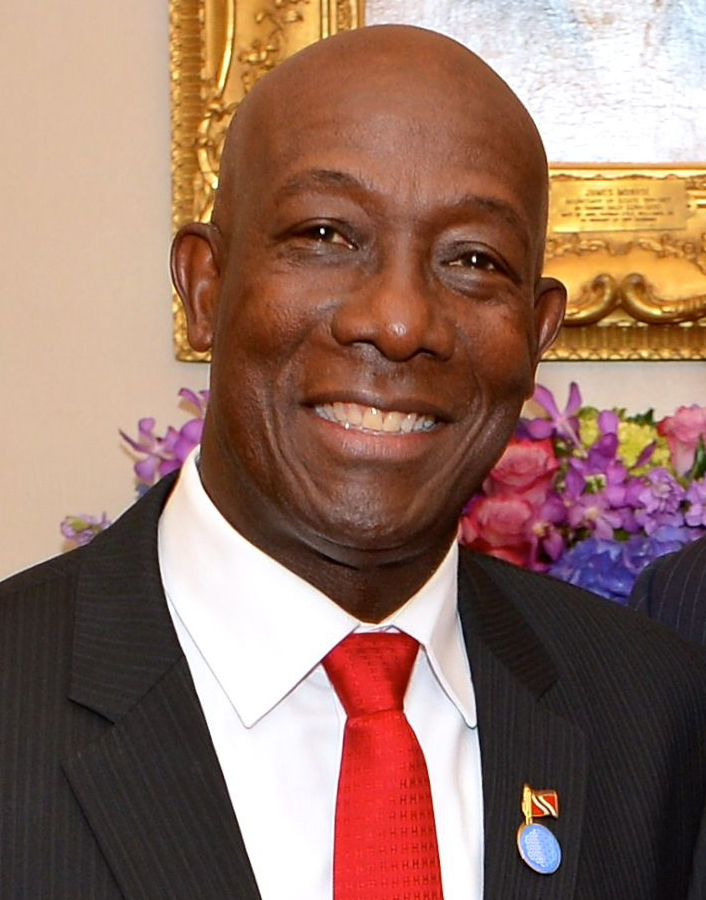
Keith Rowley 2015-présent

Présidence

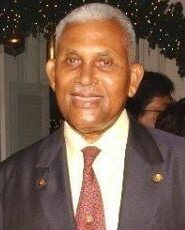
Arthur N. R. Robinson 1997-2003
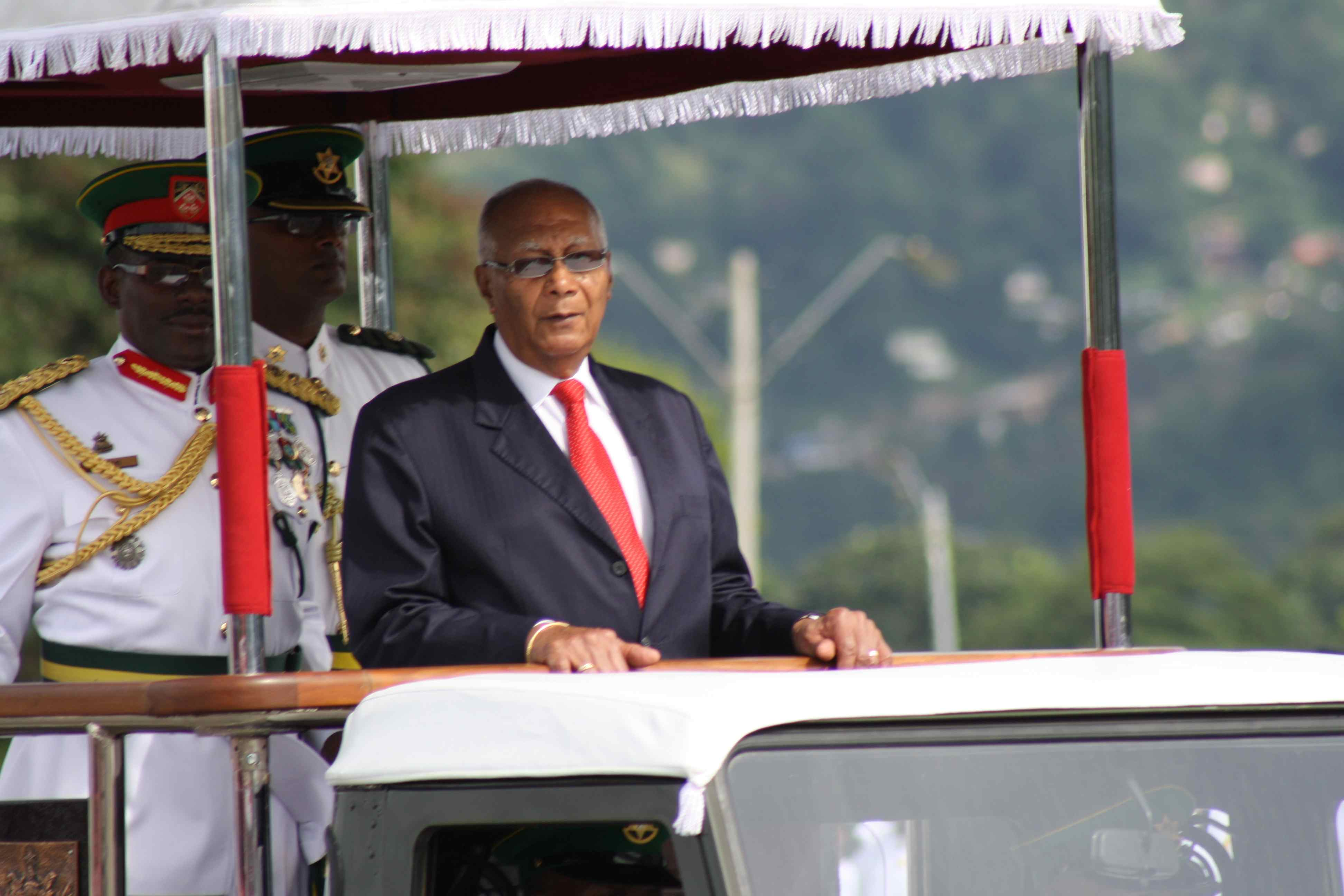
George Maxwell Richards 2003-2013
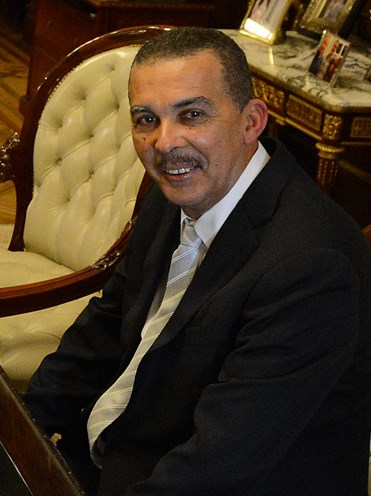
Anthony Carmona 2013-2018
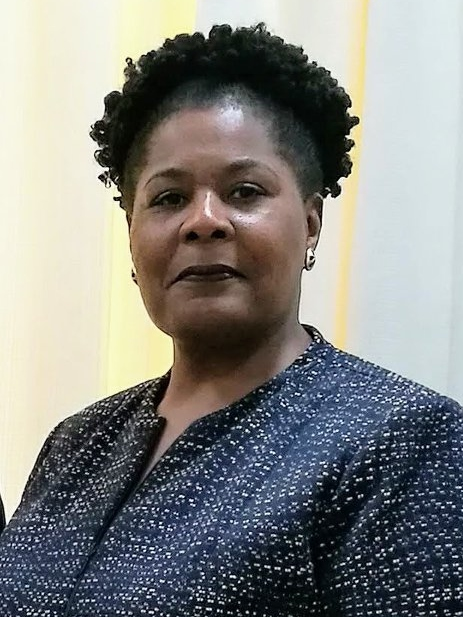
Paula-Mae Weekes 2018-2023
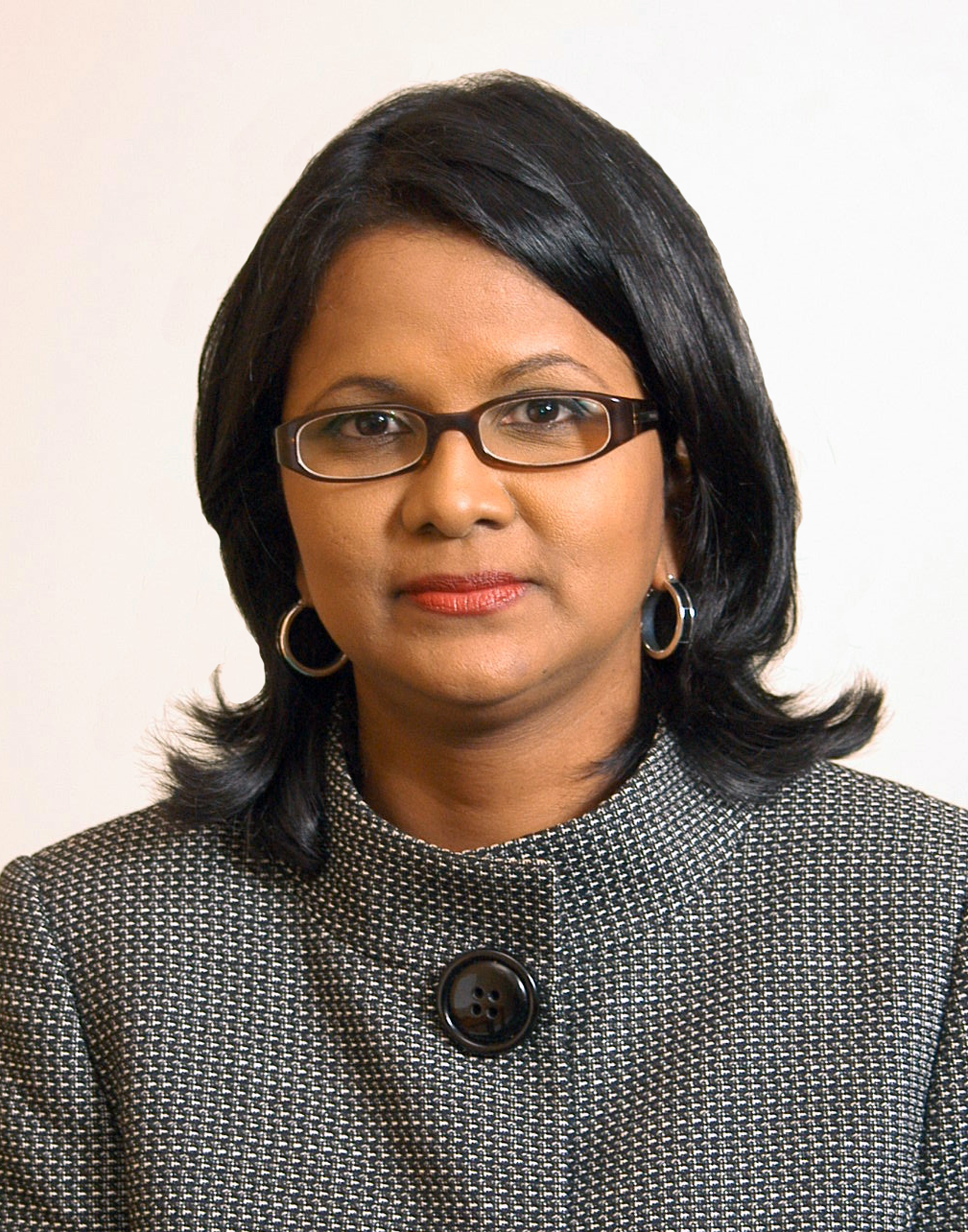
Christine Kangaloo 2023-présent

Gouvernement
- Patrick Manning
2001-2010
- Kamla Persad-Bissessar
2010-2015
- Keith Rowley
2015-présent

## Éléments socio-culturels complémentaires
On y parle majoritairement l'anglais mais dans le nord du pays, le créole a encore une grande place. On peut y croiser des personnes portant le madras.
Un temple hindou a été construit sur la mer. La communauté indienne représente 40 % de la population.

#### Trinité et Tobago
- Banwari Trace (en) (environ 5000 AEC), plus ancien site archéologique (découvert) aux Caraïbes
- National Museum and Art Gallery (Trinité-et-Tobago)

##### 1500
- Empire espagnol, Nouvelle-Espagne (1535-1821), Capitainerie générale du Venezuela (1777-1823)
- Nouvelle-Walcheren, colonie (1628, 1640, 1654, 1672) de la Compagnie néerlandaise des Indes occidentales, bataille de Tabago (1677)
- Relations entre la France et Trinité-et-Tobago (1667-1677, 1751-1763)
- Massacre d'Arena (1699)
- Prise de Tobago (1781) par les Français, durant la guerre d'indépendance des États-Unis

##### 1800
- Slavery Abolition Act 1833, abolition de l'esclavage au Royaume-Uni
- Îles-du-Vent britanniques (1833-1960), gouverneurs des Îles-du-Vent britanniques
- Émeutes Canboulay (1881-1884)

##### 1900
- Université des Indes occidentales (1948, Barbade, Jamaïque et Trinité)
- Fédération des Indes occidentales (1958-1962)
- Résolution 175 du Conseil de sécurité des Nations unies (1962)
- Dominion de Trinité-et-Tobago (1962-1976), gouverneur général de Trinité-et-Tobago, monarchie trinidadienne
- Black Power Revolution (à Trinité-et-Tobago) (en) (1968-1970)

##### 2000
- Politique à Trinité-et-Tobago, Parlement de Trinité-et-Tobago, Relations extérieures de Trinité-et-Tobago (en)
  - Président de la république de Trinité-et-Tobago, Chef du gouvernement de Trinité-et-Tobago